# The Sherman (Batesville, Indiana)
The Sherman, en Batesville, Indiana, es un restaurante y hotel de estilo Tudor con una historia que data de 1852. Ubicado "en el corazón del centro histórico de Batesville, un conveniente punto de encuentro a mitad de camino entre Indianápolis y Cincinnati. The Sherman es un lugar muy querido por la gente de la ciudad y un importante punto de referencia de Indiana". Son unas 3 millas (4,8 km) a la salida de la Interestatal 74.
Es uno de los edificios más antiguos de Indiana.
Se inauguró como The Brinkmann House en 1852 y originalmente era un edificio de estructura de dos pisos con revestimiento de tablillas. Su dueño lo renombró en 1865 a Sherman House en reconocimiento al General William T. Sherman y la 83.ª Infantería Voluntaria de Indiana, que luchó bajo su mando en la guerra civil estadounidense.
Fue comprado por Hillenbrand Industries en 1923, que agregó cuatro edificios a la propiedad y los unificó en una sola estructura en 1933. La obra conservó "la mayor parte del marco de madera original de vigas de álamo amarillo, de 30 pulgadas por 90 pies, que estaban en perfectas condiciones después de 80 años. Todavía están en su lugar". En 2015 se dijo que el hotel cerraría y se puso a la venta.
En la década de 1990, cada mes de julio se celebraba allí un festival de frambuesa.
Después de más de 160 años de funcionamiento, Sherman House cerró el 12 de enero de 2015, según su sitio web y los informes de los medios locales.
ajo una nueva administración, fue remodelado y reabierto y rebautizado como The Sherman a partir de febrero de 2017.
Abrió un Biergarten en 2019.
Está catalogado por el National Trust for Historic Preservation como miembro de Historic Hotels of America.